# Premier League Manager of the Season

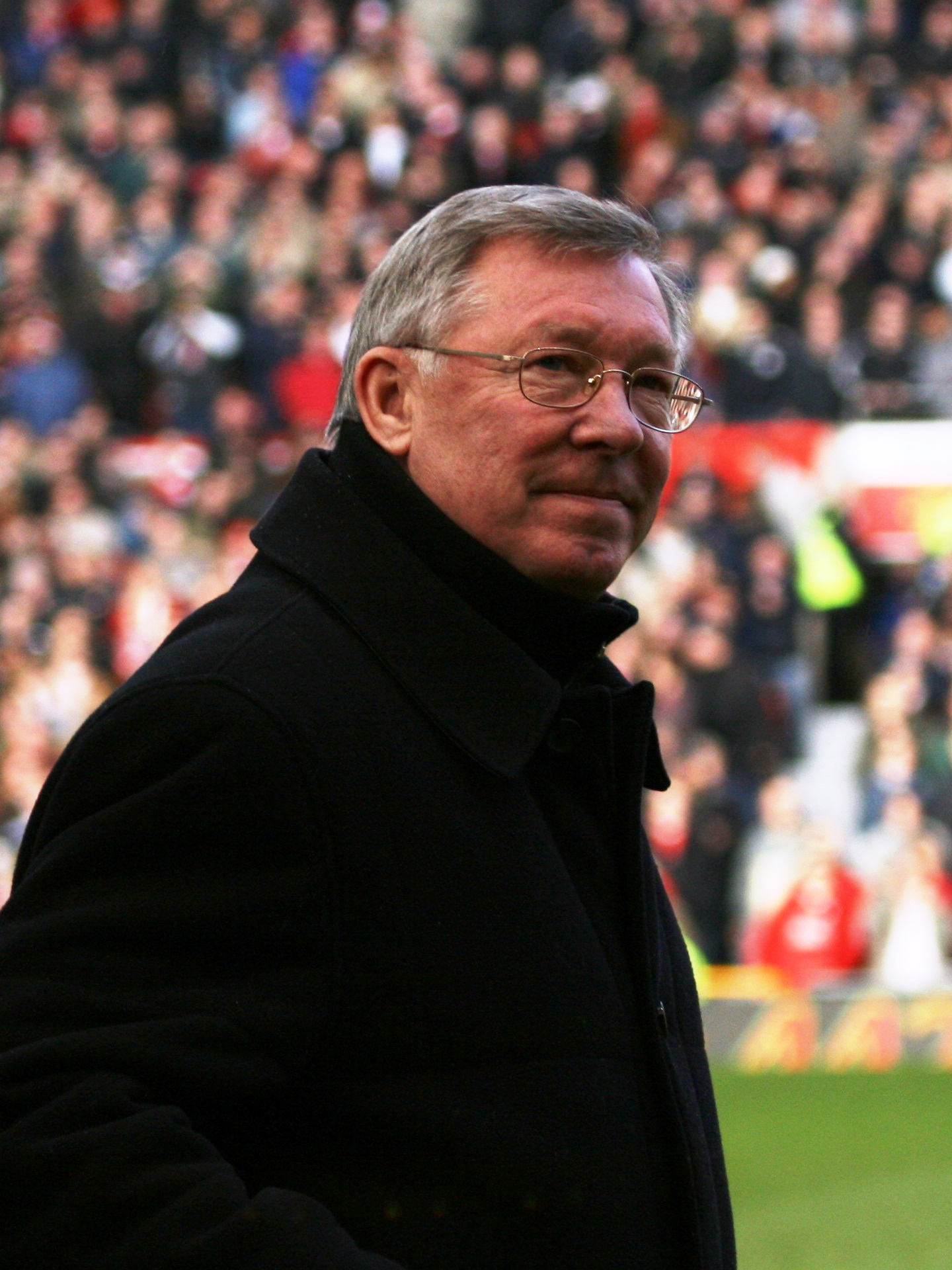
Sir Alex Ferguson har vunnit priset 11 gånger.

Premier League Manager of the Season är ett fotbollspris som årligen delas ut till säsongens bästa tränare i engelska Premier League. Vinnaren väljs av en grupp sammansatt av ligans sponsorer (för närvarande[när?] Barclays) och meddelas den andra eller tredje veckan i maj. På grund av ett sponsoravtal kallades priset mellan 1994 och 2001 för Carling Manager of the Year, mellan 2001 och 2004 för Barclaycard Manager of the Year och sedan 2012 för Barclays Manager of the Season.

## Pristagare

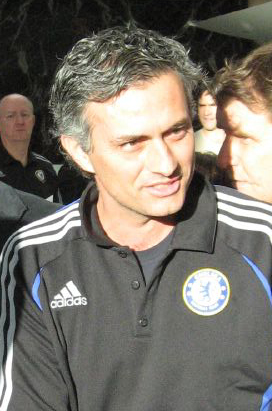
José Mourinho har vunnit priset tre gånger i Chelsea.

| Säsong    | Tränare         | Nationalitet | Klubb             | Ref    |
| --------- | --------------- | ------------ | ----------------- | ------ |
| 1993/1994 | Alex Ferguson   | Skottland    | Manchester United | [ 3 ]  |
| 1994/1995 | Kenny Dalglish  | Skottland    | Blackburn Rovers  | [ 4 ]  |
| 1995/1996 | Alex Ferguson   | Skottland    | Manchester United | [ 3 ]  |
| 1996/1997 | Alex Ferguson   | Skottland    | Manchester United | [ 3 ]  |
| 1997/1998 | Arsène Wenger   | Frankrike    | Arsenal           | [ 5 ]  |
| 1998/1999 | Alex Ferguson   | Skottland    | Manchester United | [ 3 ]  |
| 1999/2000 | Alex Ferguson   | Skottland    | Manchester United | [ 3 ]  |
| 2000/2001 | George Burley   | Skottland    | Ipswich Town      | [ 6 ]  |
| 2001/2002 | Arsène Wenger   | Frankrike    | Arsenal           | [ 5 ]  |
| 2002/2003 | Alex Ferguson   | Skottland    | Manchester United | [ 3 ]  |
| 2003/2004 | Arsène Wenger   | Frankrike    | Arsenal           | [ 5 ]  |
| 2004/2005 | José Mourinho   | Portugal     | Chelsea           | [ 7 ]  |
| 2005/2006 | José Mourinho   | Portugal     | Chelsea           | [ 7 ]  |
| 2006/2007 | Alex Ferguson   | Skottland    | Manchester United | [ 3 ]  |
| 2007/2008 | Alex Ferguson   | Skottland    | Manchester United | [ 3 ]  |
| 2008/2009 | Alex Ferguson   | Skottland    | Manchester United | [ 3 ]  |
| 2009/2010 | Harry Redknapp  | England      | Tottenham Hotspur | [ 8 ]  |
| 2010/2011 | Alex Ferguson   | Skottland    | Manchester United | [ 3 ]  |
| 2011/2012 | Alan Pardew     | England      | Newcastle United  | [ 9 ]  |
| 2012/2013 | Alex Ferguson   | Skottland    | Manchester United | [ 3 ]  |
| 2013/2014 | Tony Pulis      | Wales        | Crystal Palace    | [ 10 ] |
| 2014/2015 | José Mourinho   | Portugal     | Chelsea           | [ 7 ]  |
| 2015/2016 | Claudio Ranieri | Italien      | Leicester City    | [ 11 ] |
| 2016/2017 | Antonio Conte   | Italien      | Chelsea           | [ 12 ] |
| 2017/2018 | Pep Guardiola   | Spanien      | Manchester City   | [ 13 ] |
| 2018/2019 | Pep Guardiola   | Spanien      | Manchester City   | [ 14 ] |

## Vinster efter nationalitet

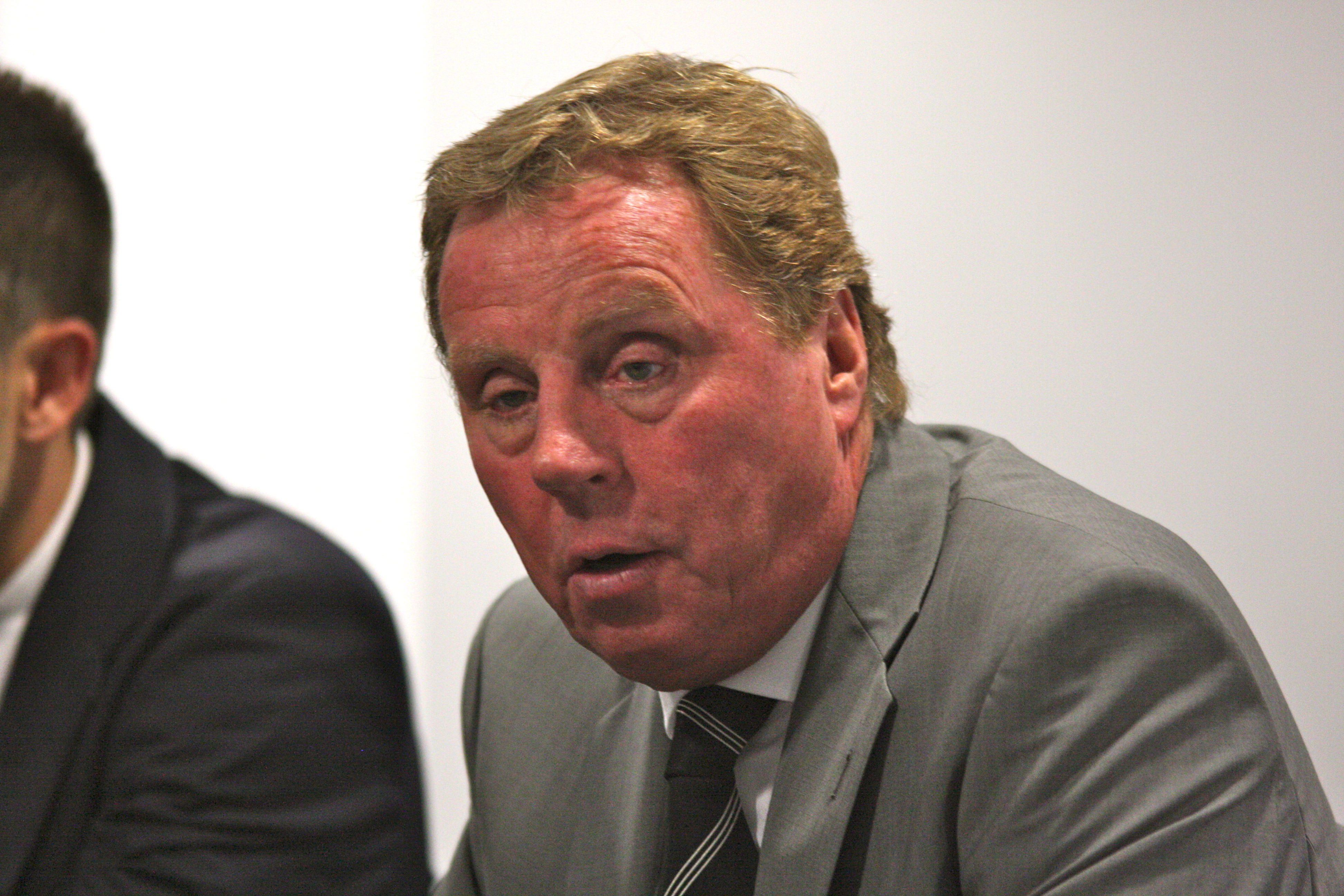
Harry Redknapp var den första engelsmannen att vinna utmärkelsen.

| Land      | Vinster |
| --------- | ------- |
| Skottland | 13      |
| Frankrike | 3       |
| Portugal  | 3       |
| England   | 2       |
| Italien   | 2       |
| Spanien   | 2       |
| Wales     | 1       |

## Vinster efter klubb
| Klubb             | Vinster |
| ----------------- | ------- |
| Manchester United | 11      |
| Chelsea           | 4       |
| Arsenal           | 3       |
| Manchester City   | 2       |
| Blackburn Rovers  | 1       |
| Crystal Palace    | 1       |
| Ipswich Town      | 1       |
| Leicester City    | 1       |
| Newcastle United  | 1       |
| Tottenham Hotspur | 1       |